# 高郷村
高郷村（たかさとむら）は、福島県耶麻郡にあった村である。
2006年1月4日に喜多方市、耶麻郡塩川町・山都町・熱塩加納村と合併し、新しい喜多方市の合併特例区の一つ高郷町となったため、普通地方公共団体としては廃止した。合併特例区は2011年1月に廃止となった。
1973年以降、村内でクジラやカイギュウなど海生哺乳類の化石が相次いで発見されたことから「カイギュウの里たかさと」をキャッチフレーズに掲げていた。
また、福島県営荻野漕艇場があり、大会や合宿で多くの学生が来村していた。

## 地理
- 山 ：鳥屋山、高寺山
- 河川：阿賀川、只見川

## 歴史
只見川の筏流しや阿賀川の回米舟運が行われていた頃は、高郷は集木場や中継地として利用されていた。

### 沿革
- 1889年（明治22年）4月1日 - 町村制の施行により耶麻郡山郷村、河沼郡高寺村・片門村・束松村・新郷村・千咲村が成立。
- 1954年（昭和29年）3月31日 - 河沼郡高寺村・片門村・束松村が合併し、改めて高寺村となった。
- 1955年（昭和30年）3月31日 - 耶麻郡山郷村、河沼郡高寺村・新郷村・千咲村が合併し、河沼郡高郷村が発足。村名は高寺村の「高」と山郷村の「郷」を合成したもの。
- 1960年（昭和35年）
  - 8月1日
    - 河沼郡から耶麻郡に所属郡変更。
    - 旧高寺村域の一部（高寺・片門および束松の一部[3]）を河沼郡会津坂下町に編入。

  - 10月20日
    - 旧高寺村域の残部（束松）が耶麻郡西会津町に編入。
    - このことにより旧高寺村域すべてが村外となり「高郷村」の名称の一部が離脱した形だが、村名は変更されなかった。
- 2006年（平成18年）1月4日 - 喜多方市、耶麻郡塩川町・山都町・熱塩加納村と合併し、新喜多方市を発足。同日高郷村廃止。

## 行政

### 村長
- 斎藤文康（?-）[4]
- 清野友信（1995-）[5]
- 石川兵次（1996-）[6]

## 提携都市（提携校）

### 国内
- 香取郡小見川町（千葉県）
  - 1973年（昭和48年）の第28回国民体育大会（千葉国体）に村の農民クルーが出場したのをきっかけに、姉妹都市提携[2]。

### 海外
- 新上中学校（大韓民国ソウル特別市）
  - 1997年度より高郷村人材育成事業中学生海外（韓国）派遣事業が始まり、高郷中学校・新上中学校が相互にホームステイや交流を行っていた[7]。

## 教育
- 高郷第一小学校（2004年度の児童数：65人[8]）
- 高郷第二小学校（2004年度の児童数：61人[8]）
- 高郷第三小学校（2004年度の児童数：16人[8]）

## 交通

### 鉄道
- 磐越西線 - 荻野駅

### 道路
- 福島県道16号喜多方西会津線
- 福島県道43号会津坂下山都線
- 福島県道151号山都柳津線
- 福島県道338号上郷下野尻線
- 福島県道340号上郷舟渡線
- 福島県道367号新郷荻野停車場線

## 名所・旧跡・観光スポット
- 雷神山スキー場
1987年（昭和62年）にオープン[9]。
- 小野小町塚
- 福島県営荻野漕艇場
早稲田大学や一橋大学、東京大学など大学漕艇部の合宿にも利用され、周辺には十件ほどの民宿が所在[6]。
- ふれあいランド高郷
ふるさと創生事業により掘削し[10]、1992年（平成4年）に地下1,300 m、54.4 ℃で湧出[11]、1994年（平成6年）に開設[9]。会津たかさと振興公社が管理運営し、食堂やそば打ちコーナー、パークゴルフ場、温泉スタンドを併設[11]。2004年（平成16年）4月には、隣接して農産物加工体験室や展示ホール、研修室、雪室を備える「そでやま夢交流館」がオープン[12]。2005年（平成17年）には18ホールのパークゴルフ場がオープンした[13]。
- 高郷村郷土資料館
1983年（昭和58年）にオープンし、化石の研究・保管・展示の拠点となっていた[14]。合併後の2010年（平成22年）にはカイギュウランドたかさとがオープンした。
- 高郷村民俗資料室
村民ボランティアの手づくりによって旧村教育委員会の建物に2003年（平成15年）7月オープン[15]。
- 塩坪遺跡

## 文化・名産

### 特産品
- 雷神そば - ふれあいランド高郷で提供され[16]、秋には新そば祭りが開かれていた[17]。
- 荻野石 - 庭石として使われる[2]。
- 会津桐[2]